# Diocesi di Leges
La diocesi di Leges (in latino Dioecesis Legensis) è una sede soppressa e sede titolare della Chiesa cattolica.

## Storia
Leges, nell'odierna Algeria, è un'antica sede episcopale della provincia romana di Numidia.
Incerta è la localizzazione dell'antica Leges. Secondo un passaggio di una lettera che un anonimo mittente scrisse a sant'Agostino,, si può dedurre che Leges si trovi nella parte settentrionale della Numidia, nei pressi di Mila o di Annaba.
Sono due i vescovi noti di questa antica diocesi. Alla conferenza di Cartagine del 411, che vide riuniti assieme i vescovi cattolici e donatisti dell'Africa romana, prese parte il cattolico Daziano, che dichiarò di non avere vescovi donatisti nella sua diocesi. Tuttavia il vescovo donatista di Tacarata, Verissimo, affermò, nel corso della conferenza, che Daziano era uno dei 4 vescovi cattolici presenti nel territorio della sua diocesi, assieme a Aspidio di Tacarata, Fortunato di Case Calane e Ottaviano di Ressiana. Questo potrebbe essere indizio di una recente erezione della diocesi di Leges: infatti, per contrastare il diffondersi dei donatisti e dei loro vescovi, i cattolici aumentarono il numero delle diocesi cattoliche. Probabilmente Daziano è da identificare con l'omonimo vescovo, menzionato senza indicazione della sede di appartenenza, che prese parte al concilio di Milevi del 27 agosto 402.
Secondo vescovo noto è Gennaro, il cui nome si trova all'85º posto nella lista dei vescovi della Numidia convocati a Cartagine dal re vandalo Unerico nel 484; Gennaro era già deceduto all'epoca della redazione di questa lista. I manoscritti che riportano il testo della lista hanno diverse varianti, tra cui Legensis e Legiensis: secondo Mandouze, queste varianti rendono difficile stabilire chi tra Gennaro e Vittorino sia stato vescovo di Leges, e chi invece vescovo di Legia.
Dal 1933 Leges è annoverata tra le sedi vescovili titolari della Chiesa cattolica; dal 25 marzo 2014 il vescovo titolare è Aurelio Pesoa Ribera, O.F.M., vicario apostolico di El Beni.

## Cronotassi

### Vescovi residenti
- Daziano † (prima del 402 ? - dopo il 411)
- Gennaro † (prima del 484)

### Vescovi titolari
- Paolo Mosconi † (9 novembre 1967 - 14 dicembre 1981 deceduto)
- Ronald Philippe Bär, O.S.B. † (15 gennaio 1982 - 19 ottobre 1983 nominato vescovo di Rotterdam)
- Michael Smith (17 novembre 1983 - 13 ottobre 1988 nominato vescovo coadiutore di Meath)
- Francisco José Arnáiz Zarandona, S.I. † (2 dicembre 1988 - 14 febbraio 2014 deceduto)
- Aurelio Pesoa Ribera, O.F.M., dal 25 marzo 2014